# Dompierre-sur-Chalaronne
Dompierre-sur-Chalaronne là một xã ở tỉnh Ain, vùng Auvergne-Rhône-Alpes thuộc miền đông nước Pháp.